# Dicyphus stachydis
Dicyphus stachydis, auch Ziest-Zweibuckelweichwanze genannt, ist eine Wanzenart aus der Familie der Weichwanzen (Miridae).

## Merkmale
Die Wanzen werden 3,3 bis 4,8 Millimeter lang. Arten der Gattung Dicyphus sind in der Regel anhand äußerer Merkmale schwer zu bestimmen, die Färbung kann aber dennoch dabei behilflich sein. Dicyphus stachydis hat häufig dunkle Punkte am Apex des Coriums und des Cuneus der Hemielytren, wie dies auch bei Dicyphus epilobii auftritt. Ihr erstes Fühlerglied ist jedoch überwiegend blass und der Kopf hat eine dunklere Zeichnung. Die Länge des dritten Fühlergliedes ist gleich lang oder länger als der Kopf auf Höhe der Facettenaugen breit ist und die Schienen (Tibien) der Hinterbeine sind ziemlich kurz. Die adulten Wanzen haben überwiegend verkürzte (brachyptere) Hemielytren. Die Art ähnelt außerdem Dicyphus pallicornis sehr.

## Vorkommen und Lebensraum
Die Art ist in Europa mit Ausnahme des hohen Nordens und des Mittelmeergebietes und östlich bis nach Ostsibirien und in den Kaukasus verbreitet. In Deutschland und Österreich ist sie vermutlich weit verbreitet, sie ist dort aber nicht häufig. Vermutlich kommt sie vor allem in montanen Lagen vor, genauere Verbreitungsangaben sind jedoch auf Grund von häufigen Fehlbestimmungen schwierig.

## Lebensweise
Die Wanzen leben an Wald-Ziest (Stachys sylvatica) und ernähren sich vermutlich zoophytophag. Man hat sie aber auch an Hohlzahn (Galeopsis), Klebrigem Salbei (Salvia glutinosa) und Lungenkräutern (Pulmonaria) nachgewiesen. Die adulten Wanzen überwintern. Diese sind deutlich dunkler gefärbt als im Herbst. Die Weibchen legen ihre Eier zumindest ab Mai an den Grundblättern der Wirtspflanzen ab. Die adulten Tiere der neuen Generation treten ab Juli auf und können bis Oktober beobachtet werden.

## Belege